# Johan Hedemann
Johan Christopher Georg Hedemann (29. december 1825 i København – 28. februar 1901 sammesteds) var en dansk officer, søn af Hans Hedemann og bror til Marius Hedemann.
Hedemann blev 1842 sekondløjtnant, 1848 premierløjtnant i ingeniørkorpset og var, på en kort afbrydelse nær, fra maj 1848-marts 1851 ansat ved Hærens Feltingeniørdetachement og var med i kampene ved Nybøl og Dybbøl, i slaget ved Fredericia og i slaget ved Isted, under hvilket han gentagne gange med sit brotrain slog broer, til dels under fjendtlig ild.
1850 blev han kaptajn, var 1851—53 ansat ved Kongerigets Vejtjeneste, 1853—55 ved ingeniørtropperne og derefter atter ved Vejtjenesten. Fra 1856 deltog han i de omfattende jernbaneprojekteringer i Jylland og Fyn og fungerede 1862—64 som overingeniør ved bygningen af den nordsjællandske bane.
Under krigen 1864 var han kommandør for brovæsenet og deltog i Dybbøls forsvar; særlig gjorde han sig fortjent ved den måde, hvorpå han 18. april under den heftigste ild ledede afbrydningen af broerne over Als Sund. 1868 trådte han uden for nummer for som overingeniør at lede projekteringen og ledelsen af alle ny anlæg ved de sjællandske jernbaner, hvilken stilling han beholdt, da disse 1. januar 1880 gik over til staten. Forinden havde han (1877) på grund af alder fået sin afsked fra krigstjenesten med obersts karakter. Senere blev han dog karakteristeret generalmajor.
1882 blev han overingeniør for større udvidelser af de under drift værende sjællandske statsbaner, hvilken stilling han dog fratrådte 1893, da statsbanedriften ordnedes på ny. Indtil 1885 var han også teknisk konsulent for de nævnte baners direktion, idet han da blev teknisk tilsynsførende med de private baner på Sjælland, Falster og Lolland, samt medlem af og fra 1890 formand for bestyrelsen for Gribskovbanen samt fra 1889 teknisk tilsynsførende med de private baner på Fyn.
Han er begravet på Garnisons Kirkegård.